# Mano Menezes
Luiz Antonio Venker de Menezes (* 11. Juli 1962 in Passo do Sobrado, Rio Grande do Sul) ist ein brasilianischer Fußballtrainer. Von Juli 2010 bis November 2012 trainierte er die brasilianische Nationalmannschaft.

## Karriere

### Vereinstrainer
Menezes spielte in den späten 1970er und frühen 1980er Jahren als Verteidiger für den südbrasilianischen Verein Guarani de Venâncio Aires. Doch schon früh gab er die aktive Karriere auf, um als Trainer arbeiten zu können. Mitte der 1980er gehörte er zum Trainerstab von SESI aus Rio Grande do Sul, wo er als Fitnesstrainer arbeitete, ehe er 1986 in gleicher Position bei seinem Stammklub Guarani de Venâncio Aires anheuerte. Beim EC Juventude und bei SC Internacional sammelte Menezes in den Folgejahren weitere Erfahrung. 1997 übernahm er erstmals den Cheftrainerposten bei Venâncio Aires, den er bis 2002 besetzte. Nach einem kurzen Intermezzo bei Grêmio Esportivo Brasil kehrte er bald zurück, um den Klub 2003 erneut zu verlassen und bei Iraty SC zu unterzeichnen.
Noch im gleichen Jahr zog es den Fußballtrainer zum Clube 15 de Novembro aus der südbrasilianischen Stadt Campo Bom, mit dem er das Finale der Staatsmeisterschaft von Rio Grande do Sul erreichte, dort allerdings scheiterte. 2004 kam der Club als Überraschungsmannschaft bis ins Halbfinale der Copa do Brasil.

### Grêmio FBPA
Zwischen 2004 und 2005 war Menezes kurzzeitig Trainer von SER Caxias do Sul, ehe er zur neuen Spielzeit 2005 Trainer von Grêmio FBPA in Porto Alegre wurde. Mit seinem neuen Klub sicherte er sich mit der Staatsmeisterschaft von Rio Grande do Sul den ersten Titel seiner Trainerlaufbahn und errang 2005 die Meisterschaft in der Série B und damit den direkten Wiederaufstieg. Im Kampf um die brasilianische Meisterschaft 2006 wurde die Mannschaft Dritter hinter FC São Paulo und SC Internacional und qualifizierte sich damit für die Copa Libertadores. Im Folgejahr wiederholte er den Erfolg im Wettbewerb um die Staatsmeisterschaft. Hinzu kam der Einzug in das Endspiel der Copa Libertadores 2007. Dort unterlag die Mannschaft mit 0:3 und 0:2 gegen den argentinischen Vertreter Boca Juniors.

### SC Corinthians Paulista
Zur neuen Saison übernahm Menezes die Position des Cheftrainers beim Traditionsklub SC Corinthians Paulista, der damals in der Série B, der zweiten Liga, spielte. Auf Anhieb brachte Menezes den Klub wieder ins brasilianische Oberhaus, nachdem das Team 2008 die Série B gewann. Dabei dominierte der Klub die Liga und hatte in der Endabrechnung mit 85 Punkte siebzehn Zähler mehr als der Zweitplatzierte EC Santo André erreicht. Mit den Angreifern Dentinho und Germán Herrera formte Menezes ein starkes Duo, das das Team auf die Erfolgsspur brachte. Auch in der Folgezeit blieb der Fußballlehrer erfolgreich.
Nachdem der Verein 2009 die Staatsmeisterschaft von São Paulo gewonnen hatte, führte er sein Team in das Endspiel um die Copa do Brasil. Die Mannschaft gewann den Titel nach einem 2:0-Sieg und einem 2:2-Unentschieden gegen SC Internacional. Es war der dritte Titelgewinn des Vereins in diesem Turnier. Trotz Tabellenplatz 10 in der Liga schaffte der Verein aufgrund des Pokalgewinns die Qualifikation zur Copa Libertadores 2010. In der Gruppenphase blieb die Mannschaft zwar bis auf das 1:1-Unentschieden gegen Independiente Medellín verlustpunktfrei, schied jedoch im Achtelfinale aus dem Wettbewerb aus.

### Nationalmannschaft
Im Juli 2010 wurde bekannt, dass Menezes neuer Trainer der brasilianischen Nationalmannschaft wird. Nach einer enttäuschenden WM 2010 übernahm er diesen Posten von Carlos Dunga. Sein Nachfolger bei Corinthians wurde Adílson Batista.
Jedoch war Menezes nur zweite Wahl, da Muricy Ramalho das Amt zuvor abgelehnt hatte. Für sein erstes Länderspiel als Cheftrainer, bei dem er den meisten WM-Fahrern eine Pause gab und nicht berief, nominierte Menezes mit Victor, Renan, Jefferson, Rafael, David Luiz, Réver, Jucilei, Ganso, Ederson, André und Neymar insgesamt elf Spieler, die bisher noch ohne Nationalmannschaftseinsatz gewesen waren. Viele weitere Akteure hatten bisher nur wenige Spiele im Dress der Seleção absolviert. Am 10. August 2010 war er beim 2:0-Sieg im Freundschaftsspiel gegen die USA erstmals für die brasilianische Auswahl verantwortlich.
Auf dem Weg zur Copa América 2011 in Argentinien nominierte er insgesamt 57 Spieler. Hinzu kam Ronaldo, der für sein Abschiedsspiel gegen Rumänien am 7. Juni 2011 im Kader stand. Menezes war es gelungen, innerhalb eines Jahres das Team im Schnitt zu verjüngen. Jüngste Spieler im Kader zur Copa América waren der damals 19-jährige Neymar und der 18-jährige Lucas. Hinzu kamen mit Ganso und Alexandre Pato zwei Spieler, die noch für eine Nachwuchsmannschaft des CBF spielberechtigt gewesen wären. Beim Turnier schied Brasilien im Viertelfinale gegen Paraguay aus.
2011 und 2012 gewann er mit Brasilien jeweils gegen Argentinien die Spiele um den Superclássico das Américas, die von Mannschaften ohne ihre im Ausland spielenden Akteure abgehalten werden. 2012 setzte sich die Seleção im Rückspiel in Buenos Aires erst im Elfmeterschießen durch. Zwei Tage darauf wurde er entlassen. In den 39 Spielen unter seiner Leitung gewann Brasilien 25-mal und verzeichnete zudem je sechs Unentschieden und Niederlagen. Außerdem gewann er bei den Olympischen Spielen 2012 mit Brasilien die Silbermedaille. Sein Nachfolger wurde Luiz Felipe Scolari, der mit der Seleção den WM-Titel 2002 gewonnen hat.

### CR Flamengo
Von Juni bis September 2013 war Menezes Trainer vom CR Flamengo. Er war der Nachfolger von Jorginho.

### SC Corinthians Paulista
Im Januar 2014 trat Menezes die Nachfolge von Tite als Trainer vom SC Corinthians Paulista an. Ende des Jahres verließ Menezes den Klub wieder.

### Cruzeiro – China – Cruzeiro
Im August 2015 übernahm Menezes die Trainerstelle beim Cruzeiro EC in Belo Horizonte. Er wurde der dritte Trainer in dem Jahr. Mit dem amtierenden Meister wurde er in der 2015 Achter. Im Anschluss ging er nach China zu Shandong Luneng Taishan. Im Juni 2016 wurde Menezes hier wieder entlassen. Im Folgemonat übernahm er wieder das Traineramt beim Cruzeiro EC. Mit dem Klub gewann Menezes 2017 den brasilianischen Pokal. Am 20. Oktober 2017 wurde bekannt, dass sein Vertrag um zwei Jahre bis Ende 2019 verlängert wurde. In seiner Zeit bei Cruzeiro erhielt er 2018 ein Angebot aus Paraguay, deren Nationalmannschaft zu trainieren. Dieses lehnte er ab. Am 26. Februar 2019 wurde Menezes für 200 Spiele mit Cruzeiro geehrt. Im April des Jahres führte er den Klub zum Sieg in der Staatsmeisterschaft. Am 7. August 2019 wurde Menezes wegen anhaltender Erfolglosigkeit gekündigt. An dem Tag unterlag Cruzeiro im Halbfinal Hinspiel des Copa do Brasil 2019 zuhause gegen SC Internacional 0:1. In der Woche zuvor war man im Achtelfinale der Copa Libertadores 2019 ausgeschieden, nachdem die Gruppenphase souverän als Gruppenerster abgeschlossen worden war. In der Meisterschaft 2019 befand der Klub zu dem Zeitpunkt, dem 13. Spieltag, mit dem 18. Platz auf einem Abstiegsplatz. Menezes leitete die Mannschaft für drei Jahre und 12 Tage. In 234 Spiele gab es 112 Siege, 69 Unentschieden und 53 Niederlagen, 333 Tore und 203 Gegentore.

### Weiterer Weg
Am 3. September 2019 gab SE Palmeiras die Verpflichtung von Menezes bis Ende 2021 bekannt. Der Klub hatte zwei Tage zuvor seinen Trainer entlassen. Zu diesem Zeitpunkt, dem 17. Spieltag der Meisterschaft 2019, lag Palmeiras als Titelverteidiger auf dem fünften Tabellenplatz. Anfang Dezember des Jahres, einen Spieltag vor Saisonende, wurde Menezes wieder entlassen. Er hatte diesen noch auf den dritten Tabellenplatz führen können.
Anfang September 2020 gab der EC Bahia seine Verpflichtung bekannt. Am 20. Dezember wurde Menezes von dem Klub wieder entlassen. In der Meisterschaftsrunde kam es im Auswärtsspiel beim CR Flamengo zu einem Eklat. Der Spieler Juan Pablo Ramirez von Bahia soll den Flamengo Spieler Gerson rassistisch beleidigt haben. Dieses Verhalten wurde von Menezes noch auf dem Spielfeld in einer Form verteidigt, dass die Klubführung ihn entließ.
Ab Anfang April 2021 war er Trainer bei al-Nasr in Saudi-Arabien. Am 19. September 2021 wurde Menezes nach einem schlechten Start in die Saison wieder entlassen. Am 19. April 2022 übernahm Menezes den SC Internacional. Hier ersetzte er Alexander Medina, dieser war nach einer 4:0–Niederlage gegen den FC São Paulo am ersten Spieltag der Série A 2022 entlassen worden. Nach dem 15. Spieltag der Série A 2023 erhielt Menezes seine Kündigung bei dem Klub. Zu dem Zeitpunkt lag der Klub auf dem elften Platz. Danach wurde er noch in der laufenden Saison wieder bei Corinthians aktiv. Am 5. Februar 2024 erfolgte wegen schlechter Ergebnisse in der Staatsmeisterschaft seine Dimension.
Am 1. Juli 2024 wurde Menezes als neuer Trainer des Fluminense FC aus Rio de Janeiro vorgestellt. Der Klub lag zu dem Zeitpunkt in der Série A 2024 nach dem 13. Spieltag auf dem letzten Platz. Nach einer 0:2−Niederlage beim Fortaleza EC am ersten Spieltag der Série A 2025, wurde Menezes entlassen. Am 21. April wurde Menezes zum zweiten Mal vom Grêmio FBPA eingestellt. Der Klub hatte nach dem dritten Spieltag seinen Trainer Gustavo Quinteros entlassen.

## Erfolge
Guarani
- Staatsmeisterschaft von Rio Grande do Sul: 2002

Grêmio
- Série B: 2005
- Staatsmeisterschaft von Rio Grande do Sul: 2006, 2007

Corinthians
- Staatsmeisterschaft von São Paulo: 2009
- Copa do Brasil: 2009

Cruzeiro
- Staatsmeisterschaft von Minas Gerais: 2018, 2019
- Copa do Brasil: 2017, 2018

Olympiaauswahl Brasiliens
- Silbermedaille beim olympischen Fußballturnier: 2012

## Auszeichnungen
- Bester Trainer der Staatsmeisterschaft von Minas Gerais: 2019 mit Cruzeiro